# Am Doback
 Am_Doback  è una città e sottoprefettura del Ciad situata nel dipartimento di Kamem Meridionale, provincia di Kanem.